# Grubbe
Grubbe er vidt udbredt og mægtig, navnlig til Sjælland knyttet adelsæt, af hvilken en linje endnu blomstrer i Tyskland. Så tidligt som 1127 skal der have levet en Gunde Grubbe; slægtens ældste led lader sig i øvrigt kun opstille med besvær. Våbnet, kendt allerede i 13. århundrede, viser to og en halv, senere tre fra venstre skjoldrand udgående røde spidser i sølv felt, på hjelmen to vesselhorn belagt med samme mærke. Johannes Grubbe, der var nærværende, da hertug Valdemar 1284 stadfæstede Flensborg bys privilegier, var måske fader til hr. Peder Grubbe. Af dennes børn kan nævnes rigsråden, hr. Peder Grubbe, som 1326 beseglede kong Valdemars håndfæstning, og hr. Johannes Grubbe, der blev fader til hr. Peder Grubbe til Ordrup, der 1377 beseglede kong Olufs håndfæstning. Af den førstnævnte hr. Johannes' andre ætlinge kan anføres de to brødre, biskop i Børglum, senere i Ribe Mogens Jensen Grubbe (var død 1369), der var meget yndet af kong Valdemar Atterdag, og kong Oluf d. 2's hofmester, hr. Bent Byg Grubbe til Gunderslevholm (død 1391), ligesom sikkert også de i Alslev i Fakse Herred boende Grubber nedstammer fra ham. Af disse var den barnløse Evert Grubbe (død 1492) rigskansler under kong Christian I og senere forstander for Vor Frue Kloster i Roskilde; hans broder, Niels Grubbe (levede 1503), blev stamfader for den nyere slægt. Sidstnævntes søn, lensmand på Tryggevælde Sivert Grubbe til Lystrup (død 1559), havde en talrig børneflok, bl.a. sønnerne Erik Grubbe til Gunderup – hvis sønnesøn, lensmand på Århusgård Erik Grubbe til Gammelgård og Tjele (1605-1692), blev fader til den kendte fru Marie Grubbe (død 1718).
Den tyske linjes stamfader Jørgen Grubbe, der faldt i krigsfangenskab i Tyrkiet, og som senere bosatte sig i Østpreussen, og endelig Eiler Grubbe (1532-1585). Denne overtog 1560 stillingen som rentemester og udnævntes 10 år efter til Rigens Kansler, hvilket embede han beklædte med hæder og dygtighed til sin død. Han blev indehaver af forskellige indbringende forleninger og kanonikater; 1579 ombyggede han sin fædrenegård Lystrup i renæssancestil.
Blandt hans børn kan nævnes den mangeårige lensmand på Malmøhus Sivert Grubbe til Hofdal, Torup og Høgholt (1566-1636), der 1595-1602 beklædte den vigtige post som øverste sekretær i Danske Kancelli, og som 1599 var i kong Christian IV's følge på rejsen norden om Norge. Rejsen er beskrevet i hans efterladte dagbog, et righoldigt kildeskrift, der har bevaret mindet om en sympatetisk og kultiveret personlighed. Kendt var hans færdighed i at skrive latinske vers. Blandt rigskansler Eiler Grubbes andre børn var Christian Grubbe til Lystrup (død før 1642) – hvis sønnesøn, kaptajn Tønne Grubbe til Lystrup (1651-1721), blev slægtens sidste mand i Danmark – og lensmand på Vestervig Jørgen Grubbe til Tostrup, Hageløs og Snedinge (1584-1640), der tjente som ritmester i Kalmarkrigen. Sidstnævntes datter, Regitze Grubbe (1618-1689), der ægtede Hans Ulrik Gyldenløve til Vindinge, en naturlig søn af kong Christian IV, blev dømt til livsvarig forvisning på Bornholm som den, der havde forledt Agnete Sophie Budde til at gøre et forsøg på at forgive grevinde Parsberg.
Den tyske linje, der skriver sig Grube, og som fører slægtens ældgamle våben, har talt en række ansete embedsmænd, således flere professorer. Foruden de her nævnte gårde har slægtsmedlemmer bl.a. ejet Tersløsegård, Bregentved, Pederstrup, Spanager, Nørbeg, Trinderup, Vengegård, Tvis Kloster og Vedbygård. Af en sjællandsk, navnlig til Særslev knyttet slægt, der førte en vildbasse i skjoldet, på hjelmen to vesselhorn, benyttede et par medlemmer navnet Grubbe, vistnok en mødrene arv.

## Væsentlige medlemmer af slægten
- Bent Byg Grubbe (død 1391)
- Diderik Grubbe (1656-1702)
- Eiler Grubbe (1532-1585) til Lystrup, rigskansler
- Erik Grubbe (1605-1692)
- Evert Grubbe (død 1492) – rigskansler
- Jørgen Grubbe (1584-1640)
- Knud Grubbe (1542-1600)
- Marie Grubbe (død 1718)
- Mogens Jensen Grubbe (død ca. 1369) – biskop
- Regitze Grubbe (1618-1689)
- Sivert Grubbe (1566-1636) til Hofdal, Torup og Høgholt
- Magdalena Grubbe